# Bretonsk Demokratisk Sammenslutning
Bretonsk Demokratisk Sammenslutning (fransk: Union Démocratique Bretonne, bretonsk: Unvaniezh Demokratel Breizh) er et venstreorienteret politisk parti, der arbejder for selvstyre for Bretagne. Det blev stiftet i 1964, og har siden 2004 haft tre rådsmedlemer i regionalrådet.

## Eksternt henvisninger
- Wikimedia Commons har flere filer relateret til Bretonsk Demokratisk Sammenslutning
- UDB's officielle hjemmeside: Le Parti de la Bretagne Arkiveret 24. juli 2017 hos  Wayback Machine, på fransk og bretonsk, hentet 18. juli 2017.